# Simon Špilak
Simon Špilak (født 23. juni 1986 i Tišina) er en tidligere slovensk landevejscykelrytter.
Špilak er blandt andet kendt for at vinde Romandiet Rundt i 2010, efter den oprindelige vinder Alejandro Valverde blev ekskluderet for doping. Simon Špilak, der altså i praksis blev nummer to i 2010-udgaven af Romandiet Rundt, blev ligeledes nummer to i 2012, 2013 og 2014, men har dog her beholdt sin andenplads.
Derudover har Špilak udmærket sig særligt i det schweiziske cykelløb Tour de Suisse. Han vandt den samlede sejr i 2015-udgaven foran Geraint Thomas og Tom Dumoulin, og i 2017 vandt Špilak foran Damiano Caruso og Steven Kruijswijk.